# Porfirio Díaz

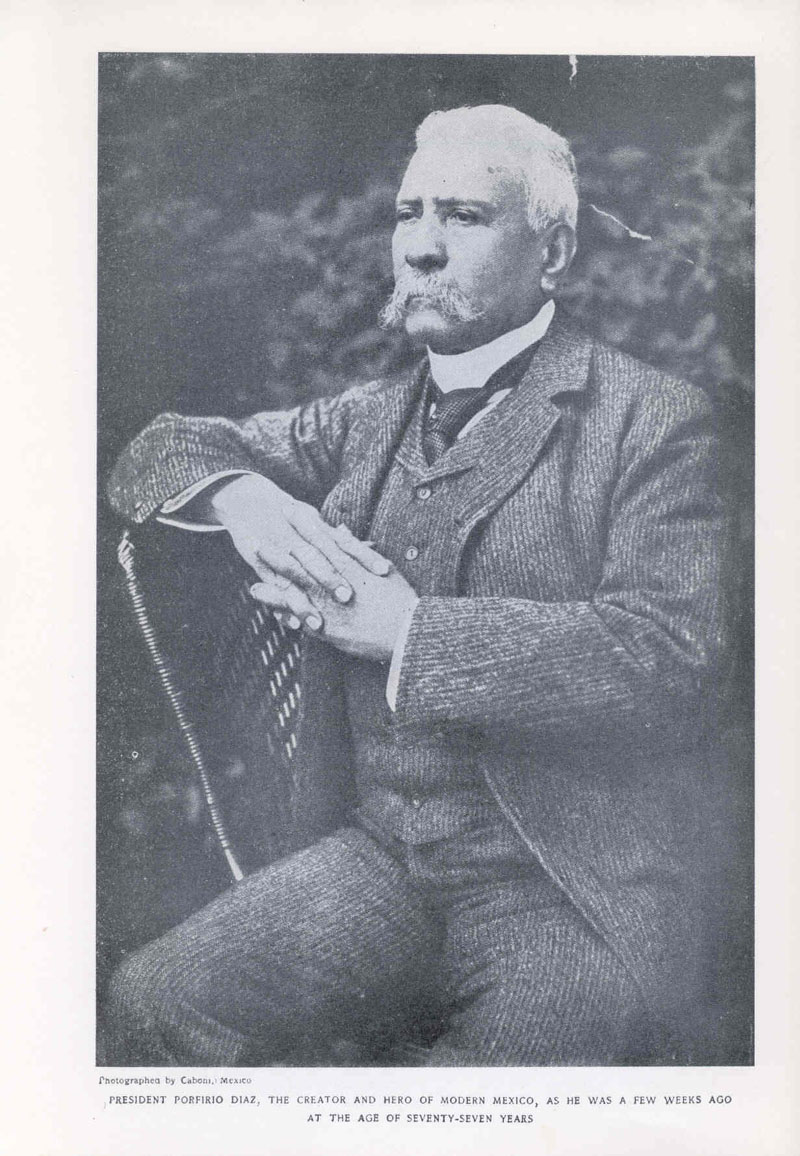
Porfirio Díaz op 77-jarige leeftijd

José de la Cruz Porfirio Díaz Mori (Oaxaca, 15 september 1830 – Parijs, 2 juli 1915) was een Mexicaans militair en politicus. Hij was president van Mexico van 1876 tot 1880 en opnieuw van 1884 tot 1911. Díaz was een van de aanvoerders van de republikeinen tijdens de Franse interventie in Mexico (1861-1867) en poogde vervolgens verschillende malen zowel gewapend als via verkiezingen president te worden, waar hij uiteindelijk middels de revolte van Tuxtepec, waarbij hij Sebastián Lerdo omverwierp, in 1876 in slaagde. Hij regeerde vervolgens met onderbreking van 1880 tot 1884 meer dan drie decennia lang, langer dan enig andere president van Mexico, waarbij hij langzaam maar zeker de democratische structuren ontmantelde. De periode van Diaz' regering wordt het Porfiriaat genoemd en werd gekenmerkt door economische en technologische vooruitgang, maar ook door een toenemende kloof tussen arm en rijk. Díaz zevende herverkiezing in 1910 leidde tot de Mexicaanse Revolutie, waarbij hij een half jaar later omver werd geworpen door Francisco I. Madero.

## Jonge jaren
Díaz werd geboren in de stad Oaxaca. Hij was een mesties; zijn vader stamde af van Spaanse immigranten en zijn moeder was een Mixteekse. Zijn vader overleed toen hij drie jaar oud was. Op aanraden van zijn oom, die later bisschop van Oaxaca zou worden, ging hij in 1843 studeren aan een seminarie. Hij stopte zijn priesteropleiding in 1846 om zich als vrijwilliger aan te melden voor de Amerikaans-Mexicaanse Oorlog, maar nam niet actief deel aan gevechten tegen de Amerikaanse invallers.
Na de oorlog volgde hij een rechtenstudie en werd hij protegé van Marcos Pérez die hem introduceerde bij Benito Juárez. Onder invloed van Pérez en Juárez raakte Díaz betrokken in het liberale verzet tegen de dictator Antonio López de Santa Anna. Hij vocht in de Revolutie van Ayutla tegen de troepen van Santa Anna en de Hervormingsoorlog tegen de conservatieven, en klom snel op in de rangen. In 1861 werd hij benoemd tot generaal. Díaz was een van de belangrijkste liberale generaals tijdens de Franse interventie in Mexico. Díaz werd tot twee keer toe gevangengenomen door de Fransen maar wist beide keren te ontsnappen, waarna Juárez hem benoemde tot bevelhebber van het centrale leger. Díaz leidde in 1867 de innames van Puebla en Mexico-Stad. In mei 1867 huwde hij zijn nichtje Delfina Ortega, in een bruiloft waar hij zelf wegens militaire verplichtingen niet aanwezig bij was. Het paar kreeg zes kinderen, die op twee na op jonge leeftijd overleden.
Na het herstel van de republiek in 1867 stelde Díaz zich kandidaat bij de presidentsverkiezingen. Naar Díaz' mening zat Juárez' taak er na het herstellen van de republiek op en moest hij plaats maken voor een nieuwe president. Díaz werd in de verkiezingsstrijd echter verslagen door Juárez. In 1871 neemt Díaz opnieuw deel aan de verkiezingen waarin hij het opnam tegen wederom Juárez en Sebastián Lerdo. Juárez, Lerdo en Díaz haalden ongeveer evenveel stemmen zodat het Congres van de Unie mocht beslissen en voor Juárez koos. Díaz verklaarde zich vervolgens tegenstander van herverkiezing, proclameerde het plan van La Noria en kwam in opstand, gesteund door militairen die ontevreden zijn met Juárez reductie van het leger. De Porfiristen werden echter in maart 1872 bij Zacatecas verslagen, Díaz' broer Félix was bij de opstand om het leven gekomen. Díaz ontvluchtte het land maar kon vier maanden later terugkeren, nadat Juárez aan een hartaanval was overleden. Lerdo had Juárez ad interim opgevolgd, bood de rebellen amnestie aan en liet nieuwe verkiezingen uitschrijven. Voor een derde keer wordt Díaz verslagen. Lerdo volgt Juárez op en Díaz neemt zitting in het Congres van de Unie. In 1875 bood Lerdo hem een post als ambassadeur in Berlijn aan, wat Díaz weigerde.

## Machtsovername
In 1876 namen Lerdo en Díaz het wederom tegen elkaar op bij de presidentsverkiezingen en wederom won Lerdo. Díaz proclameerde het Plan van Tuxtepec waarin hij Lerdo een tiran noemde en opriep, hem verweet de autonomie van staten en gemeenten niet te respecteren en onder de leuze Sufragio efectivo, no reelección (Effectief Stemrecht, Geen Herverkiezing) opriep tot een verbod op herverkiezing. Dit keer was Díaz wel succesvol, nadat hij in de slag bij Tecoac, nabij Puebla, de Lerdistische generaal Ignacio Alatorre wist te verslaan, ontvluchtte Lerdo het land. José María Iglesias, voorzitter van het hooggerechtshof, was nu volgens de grondwet president, doch ook deze werd verdreven door Díaz. In 1877 liet hij nieuwe verkiezingen uitschrijven, die hij wist te winnen.
Díaz eerste termijn was vooral gericht op consolidatie van zijn macht; een groot deel van zijn aandacht moest hij richten op het verdrijven van Lerdistische generaals en andere opstandelingen. Na een termijn gediend te hebben trad Díaz in 1880 zoals beloofd terug ten gunste van generaal Manuel González, een van zijn naaste vertrouwelingen die met hem tegen de Fransen en in de opstand van Tuxtepec had gevochten. Díaz diende korte tijd als minister van handel onder González en werd daarna gouverneur van Oaxaca. González was in feite slechts een stroman, en zijn regering kwam al snel in financiële moeilijkheden. Er werd een wetswijziging doorgevoerd die herverkiezing toestond zolang het maar om niet-opeenvolgende termijnen ging waardoor Díaz, 'in het belang van Mexico', in 1884 voor een tweede maal tot president werd gekozen. In 1888 werd vervolgens ook een direct opeenvolgende herverkiezing toegestaan en in 1892 werd elk verbod op herverkiezing geschrapt uit de wetboeken.
Intussen was in 1880 kort na de geboorte van een dochter Díaz' echtgenote overleden. Een jaar later hertrouwde Díaz, met Carmen Romero Rubio, dochter van Manuel Romero Rubio, minister van binnenlandse zaken en voormalig aanhanger van Lerdo, een teken dat Díaz erin slaagde de partijen te herenigen.

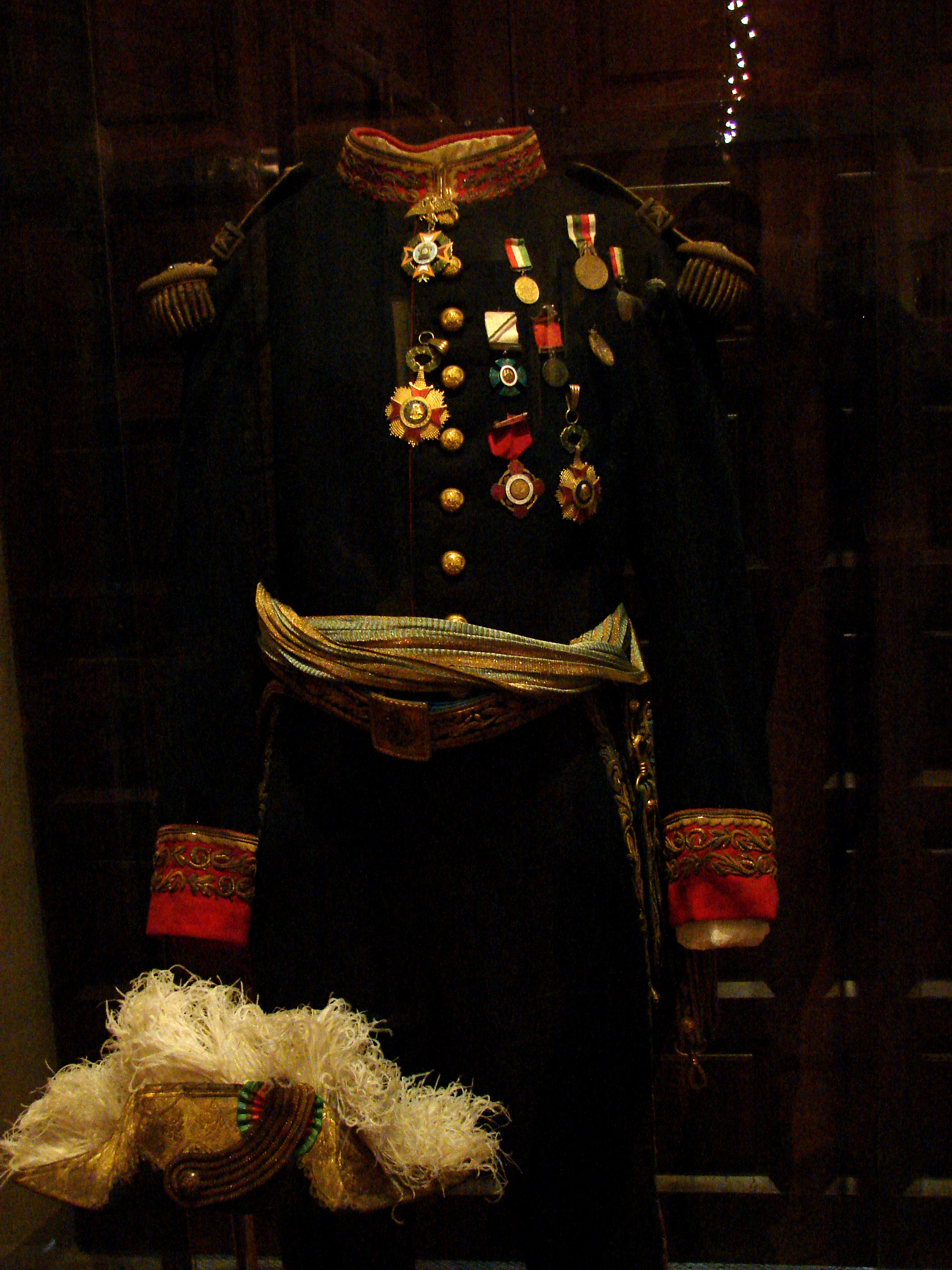
Uniform van Porfírio Díaz, te zien in het Santo-Domingo-museum in Oaxaca

## Porfiriaat
Díaz paste de grondwet twee keer aan: eerst om twee termijnen te kunnen dienen, en daarna om alle restricties op herverkiezingen te verwijderen. Hij behield de macht dankzij verkiezingsfraude, maar ook door het vermoorden van zijn politieke tegenstanders. Hij was een gewiekste politicus die goed wist hoe hij mensen tot zijn eigen voordeel kon manipuleren. De periode van zijn regering wordt het Porfiriaat genoemd. Ten tijde van zijn regering sprak men ook wel spottend van "Díazpotismo". De enige kandidaat die het tegen hem op durfde te nemen was de excentrieke Nicolás Zúñiga y Miranda, die telkens opnieuw meende dat hij de verkiezingen won en zichzelf tot president uitriep.
Díaz startte een moderniseringsprogramma om te proberen Mexico op het niveau van een moderne staat te krijgen. Zijn belangrijkste adviseurs waren de zogenaamde científicos, economen die een programma van "wetenschappelijke modernisering" omhelsden. Zo werden er spoorlijnen en telegraaflijnen aangelegd. Onder Diaz' regering vertiendubbelde de totale lengte van het spoorwegnet, veel van deze trajecten zijn zonder aanpassing nog steeds in gebruik. Hij introduceerde stoommachines en andere technologische vernieuwingen. Hij stelde Mexico open voor buitenlandse investeerders en bevorderde de bouw van fabrieken in Mexico-Stad. Dit had een groei van het stedelijk proletariaat en van Amerikaans kapitaal in het land tot gevolg.
De groeiende macht van Amerikaanse zakenlieden was een gevoelig punt in Mexico, dat immers een groot deel van zijn grondgebied aan de VS had verloren.
Diaz ondervond ook weerstand van grootgrondbezitters. Zij wilden het feodale systeem van peonage (onvrije arbeid) handhaven, en waren gekant tegen de kapitalistische economische politiek van Díaz, omdat ze bang waren dat ze in een vrije markt nooit met Amerikaanse zakenlieden konden concurreren.
Ook al wilde Díaz het land moderniseren, hij was geen tegenstander van het bestaan van haciëndas en steunde het bestaan hiervan juist. Hij stond de haciënda-eigenaars zelfs toe om zich land eigen te maken dat in collectief eigendom van dorpen was. Hij steunde dit door middel van de rurales, de goed uitgeruste landelijke politie.

## Val
In 1910 werden weer verkiezingen gehouden. Zijn belangrijkste tegenstrever was de liberale kandidaat Francisco I. Madero. Madero genoot veel steun van de bevolking, maar volgens de officiële verkiezingsuitslag had Díaz haast unaniem gewonnen. Madero zou in het gehele land slechts een paar honderd stemmen gekregen hebben. Dit was zo duidelijk verkiezingsfraude, dat Madero opriep tot een opstand tegen Díaz. Madero vluchtte naar Texas waar hij het Plan de San Luis Potosí ter omverwerping van Díaz uitwerkte. De opstand begon op 20 november om 6 uur 's avonds. Dit was het begin van de Mexicaanse Revolutie. Vijf maanden later was het regeringsleger verslagen en Díaz vluchtte.
Hij stierf in 1915 in Parijs. Hij ligt begraven op het Cimetière du Montparnasse.
- Biblioteca Nacional de España: XX905967
- Bibliothèque nationale de France: cb135410115 (data)
- Catàleg d'autoritats de noms i títols de Catalunya: 981058614752506706
- CiNii: DA09749135
- Gemeinsame Normdatei: 118678167
- International Standard Name Identifier: 0000 0000 8383 5564
- Library of Congress Control Number: n50002554
- National Archives and Records Administration: 10581801
- Nationale bibliotheek van Australië: 49288358
- Nationale Bibliotheek van Israël: 987007462814705171
- Nationale Bibliotheek van Polen: a0000001715804
- Nederlandse Thesaurus van Auteursnamen: 069218730
- SNAC: w6x066rt
- Système universitaire de documentation: 030200083
- Trove: 1526355
- Virtual International Authority File: 54309362
- WorldCat: E39PBJgRQdPWkPTDGVWpjFDH4q